# Choucentrus sinensis
Choucentrus sinensis är en insektsart som beskrevs av Yuan 1985. Choucentrus sinensis ingår i släktet Choucentrus och familjen hornstritar. Inga underarter finns listade i Catalogue of Life.